# 久米田正明
久米田 正明（くめた まさあき、1944年6月6日 - ）は、日本の実業家、馬主。
山梨県にある運送業・ロジフレックス株式会社の代表取締役社長を務めた。

## 経歴
東京都八王子市出身。中学校卒業後に就職し、横河電機を経て1999年にロジフレックス株式会社を創業。2009年時点では山梨県甲斐市在住。

## 馬主活動

久米田の勝負服

日本中央競馬会（JRA）に登録する馬主としても知られる。勝負服の柄は黄色黄、青菱山形、青袖黄二本輪、冠名には自身が創業・経営した会社名より「ロジ」を用いる。馬名の多くは冠名の後には父母もしくは母の父など近親馬の馬名の一部を組み合わせるといういたってシンプルなものであることが多い。
馬主となったきっかけは、旧知であるプロゴルファーの青木功から紹介を受けた野田順弘に勧められたこと。最初に2006年生まれの競走馬を5頭購入したが、そのうちの一頭のロジユニヴァースにより初勝利と重賞勝利を経験し、さらには東京優駿（日本ダービー）の優勝馬主ともなった。ロジユニヴァースは経営者仲間との旅行中に出会った馬で。左前脚に欠陥を抱えていたが、ビデオを見て「走っているときの姿形が最高」と思って購入を決めたという。
所有馬は美浦トレーニングセンターの萩原清厩舎や大竹正博厩舎に預託している。

## 主な所有馬

### GI級競走優勝馬
- ロジユニヴァース（2008年札幌2歳ステークス、ラジオNIKKEI杯2歳ステークス、2009年東京優駿、弥生賞）

### 重賞競走優勝馬
- ロジクライ（2016年シンザン記念、2018年富士ステークス）
- ロジチャリス（2017年ダービー卿チャレンジトロフィー）

### その他の所有馬
- ロジメジャー（2012年スプリングステークス3着）[注 1]
- ロジストーム[注 2]